# Церковь Варвары Великомученицы (Ярославль)
Церковь Варвары Великомученицы — утраченный православный храм в историческом центре Ярославля, одно из лучших произведений Ярославской школы зодчества. Был основан не позже XIV века. Перестроен в камне в 1660-х года на средства ярославского купца Семёна Добрынина. Разрушен коммунистами в 1932-м.
Главный престол первоначально был освящён во имя Варвары Великомученицы, с 1668 года — в честь иконы Божией Матери Знамение, но церковь продолжали именовать Варваринской.

## История
Время основания церкви неизвестно. Первое из сохранившихся упоминаний относится к XIV веку. Деревянная Варваринская церковь упомянута в Перечневой описи города 1630 и в Переписной книге 1646 года.
Строительство каменного храма начал в начале 1660-х годов ярославский купец Семён Васильевич Добрынин. Будучи потомком выходцев из Великого Новгорода, он посвятил храм одной из самых чтимых новгородских святынь — иконе Богоматери «Знамение». Жертвователь не дожил до завершения строительства и был в 1664 году похоронен в приделе под южной папертью. В 1668 году храм был достроен и освящён. Престол во имя Великомученицы Варвары был устроен в пределе по правую сторону алтаря. По бокам от основного храма возвели придельные: правый (южный) — в память о небесном покровителе жертвователя Симеоне Персидском, левый (северный) — во имя Прокопия Устюжского.

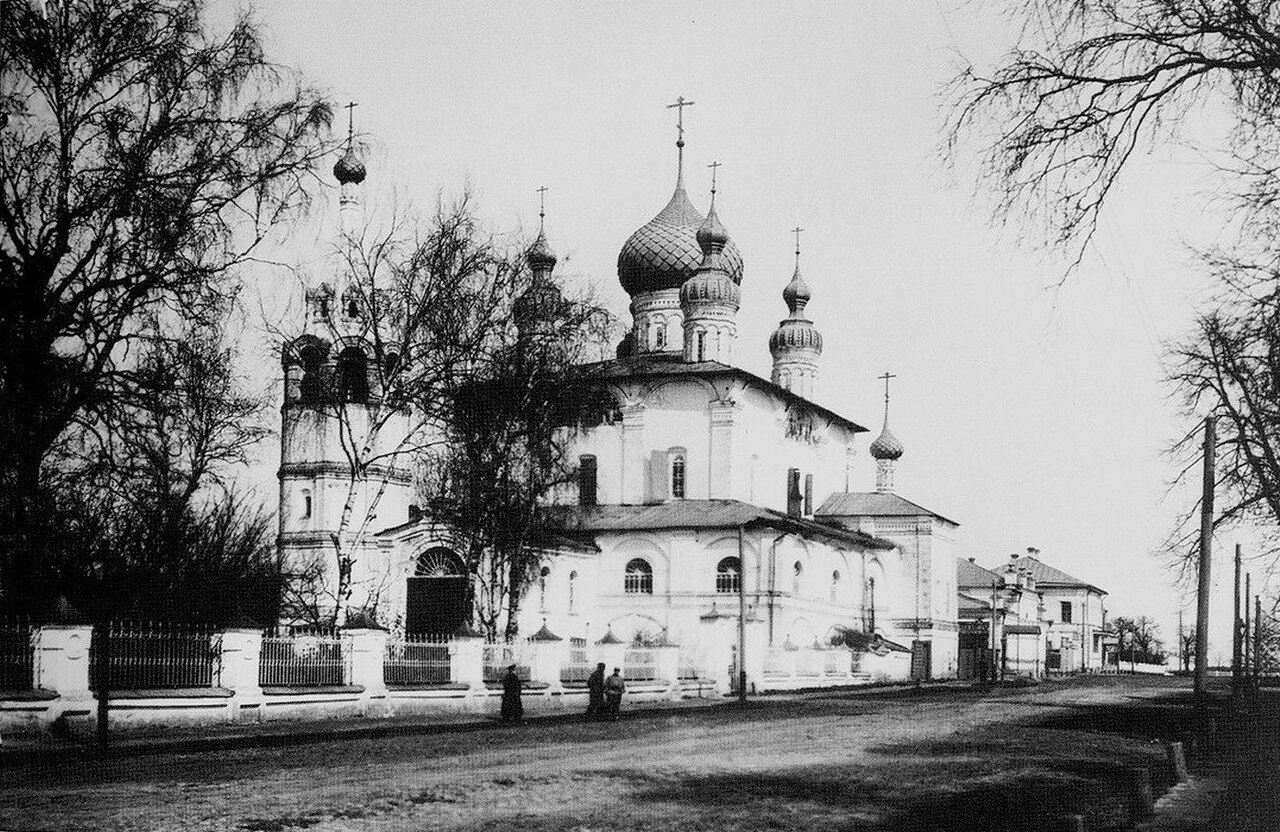
Варваринский храм и Малая Варваринская улица в начале XX века

В 1742—1743 годах стены храма был расписаны, о чём на стене была оставлена надпись: «Лета 6250 [1742] от Рождества Христова месяца июня начата бысть сия святая церковь стены подписанием и изображением при державе благочестивейшей, самодержавнейшей великой государыни императрице Елизавете Петровне, при наследнике ее внуке Петра I благочестивом государе и великом князе Петре Федоровиче, при супруге его благоверной государыне великой княгине Екатерине Алексеевне и при благоверном государе великом князе Павле Петровиче, благословением правительствующего Синода, преосвященного Арсения, митрополита Ростовского и Ярославского, при священнике сей святой церкви Федоре Семенове, диаконе Петре Михайлове. Тщанием и подмоганием сей святой церкви приходских людей, их имена в книге. А совершися же 1743 года месяца июля». Сохранились и имена мастеров: «Знамения Алексей Иванов сын Сопляков, и прочие писали: сын его Михаил Алексеев, Андрей Амельянов да дети его Афанасий, Иван Шустовы, Иван да Иван же Никитины дети Горины, Матвей Сергеев сын Дьяконов, Федор Ларионов сын Пототуев, Семен Федоров, сын его Семен же Нерехчаня, Алексей Данилов сын Иконников, Петр Иванов сын Трапезников, Петр Федоров сын Кузнецов».

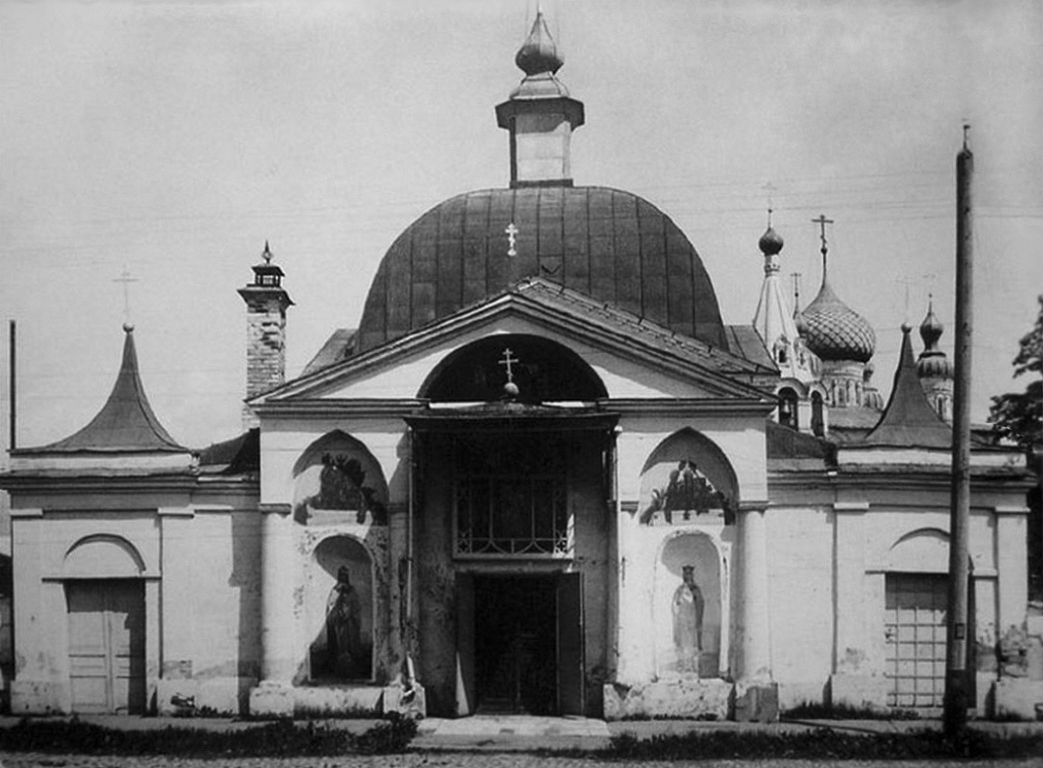
Храм Святой Екатерины в начале XX века

В 1715 году рядом с основным храмом прихожане построили тёплую церковь во имя святой Екатерины с приделом в честь Благовещения Пресвятой Богородицы по правую сторону от алтаря. Вход в неё был с главной улицы города — Пробойной.
В конце XVIII века в ходе перестройки города по регулярному плану проложенные рядом с храмами Варваринского прихода улицы получили названия Варваринская и Малая Варваринская.
В 1811—1812 годах Варваринская церковь была придворной для великой княгини Екатерины Павловны и её супруга — принца Георгия Голштейн-Ольденбургского.
Приход храма в конце XVIII века состоял из 305 человек, в начале XX века — из 160 человек.

### Советское время
В 1918 году в результате артиллерийского обстрела города Красной армией церковь получила сильные повреждения. В 1930 году советские власти закрыли храм, а в 1932-м — разрушили. На месте храма построили жилой дом для партийных работников.
Перед разрушением была снята часть живописи со стен храма, разобран иконостас. Живописные композиции «исключительного историко-музейного значения» были частично проданы советскими властями в страны Западной Европы и Америку, что не удалось продать — разошлось по музеям. Отдельные фрагменты ныне хранятся в Ярославском музее-заповеднике, музее-заповеднике «Коломенское», Третьяковской галерее.

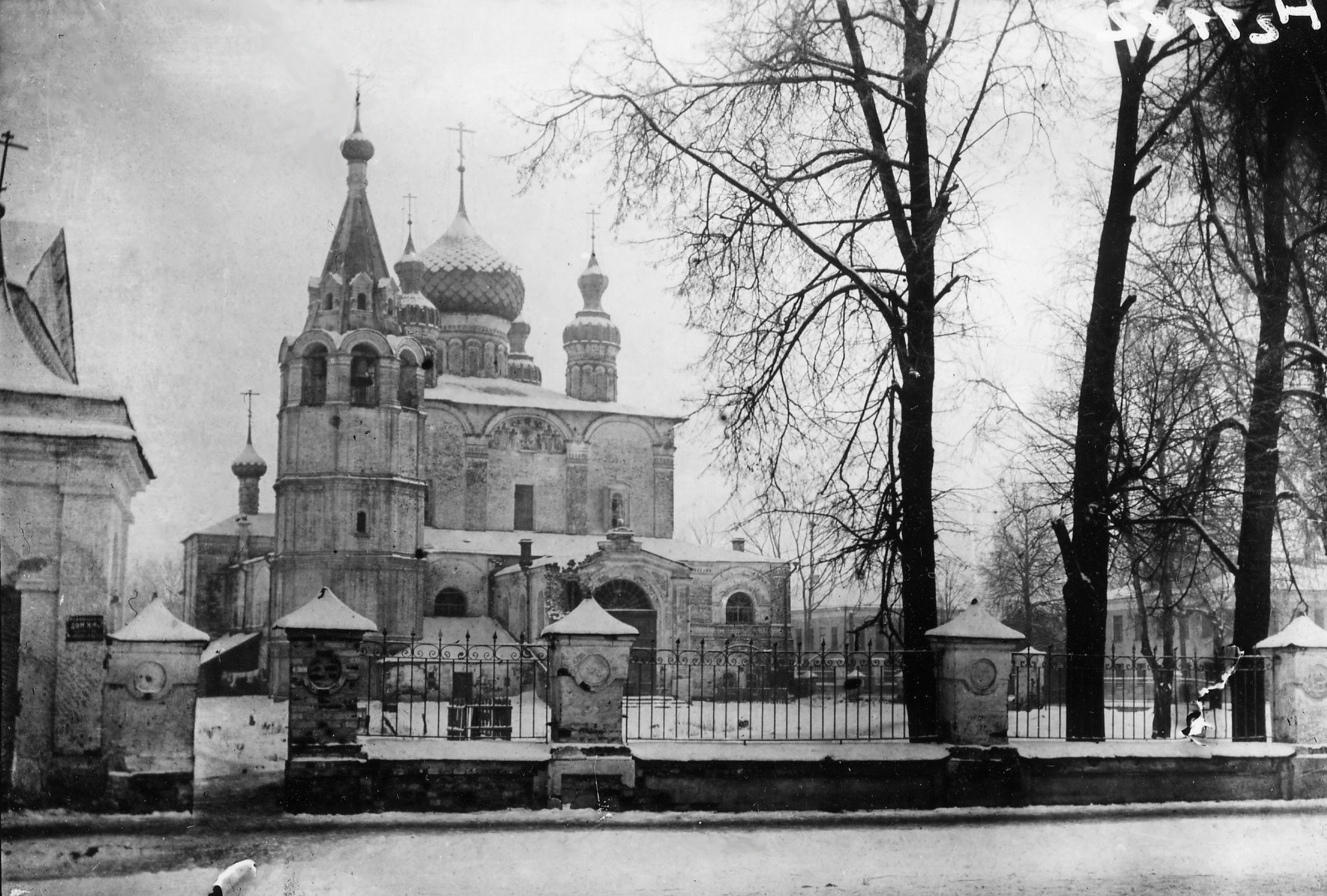
Вид с Ильинской улицы. 1920-е годы
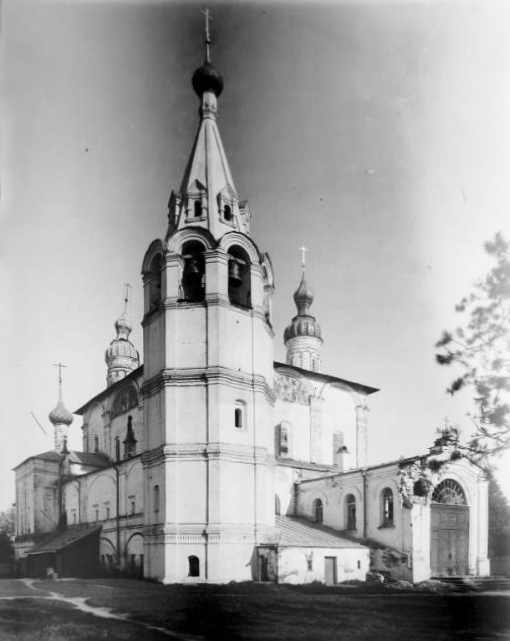
1920-е годы
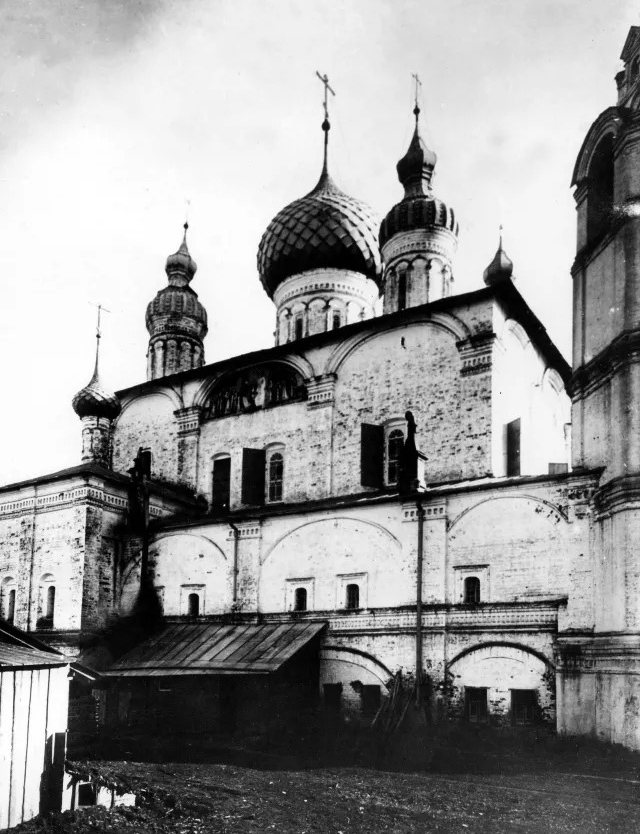
1920-е годы
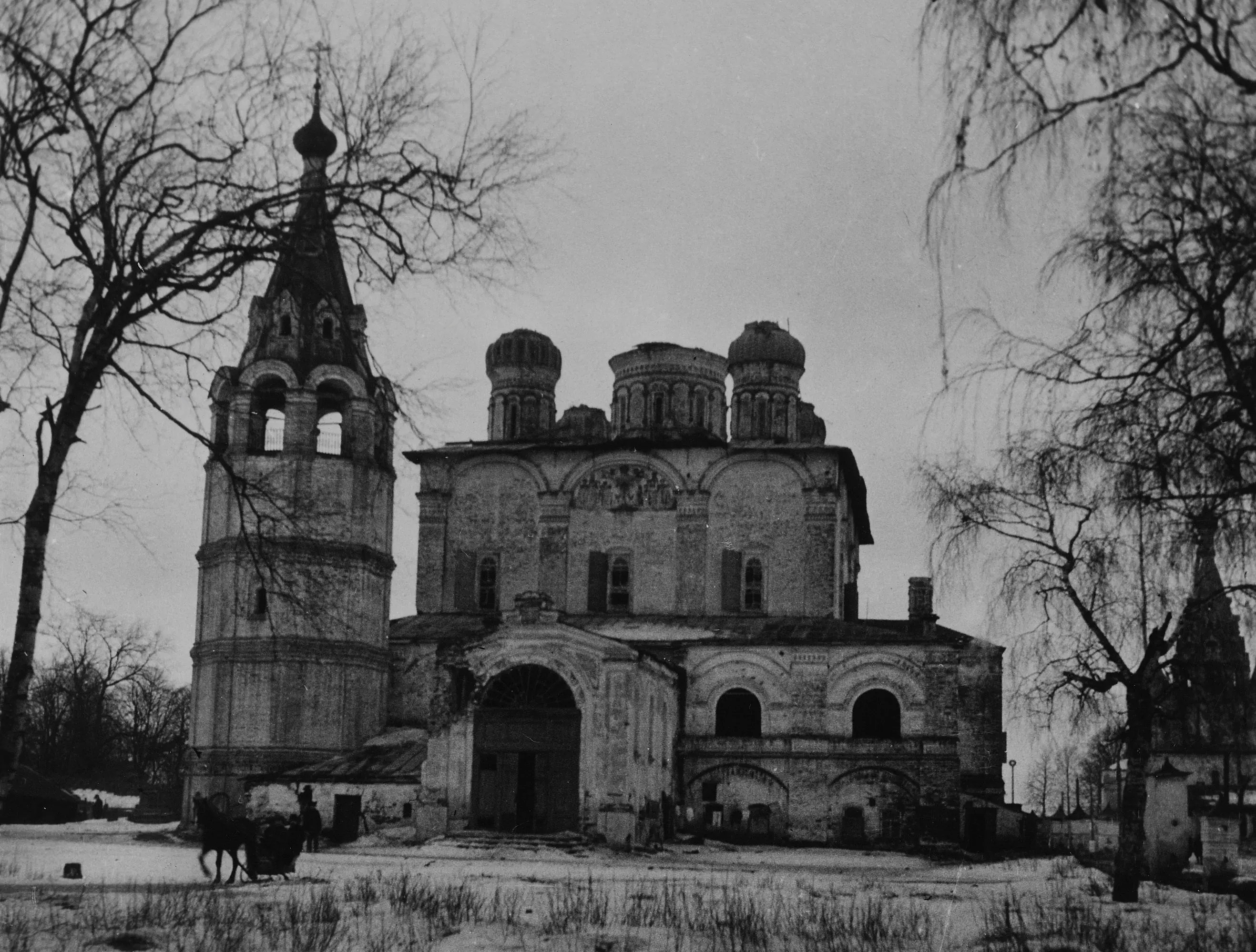
1931 год

## Внутреннее убранство

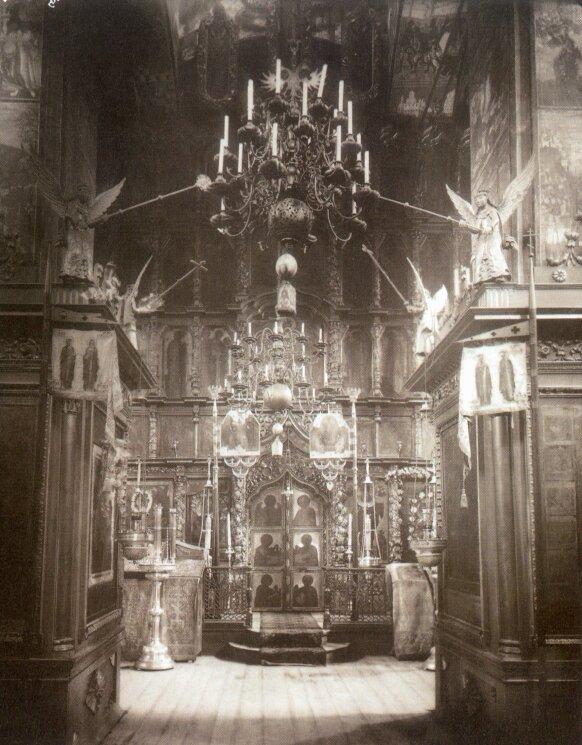
Интерьер храма, 1901 год
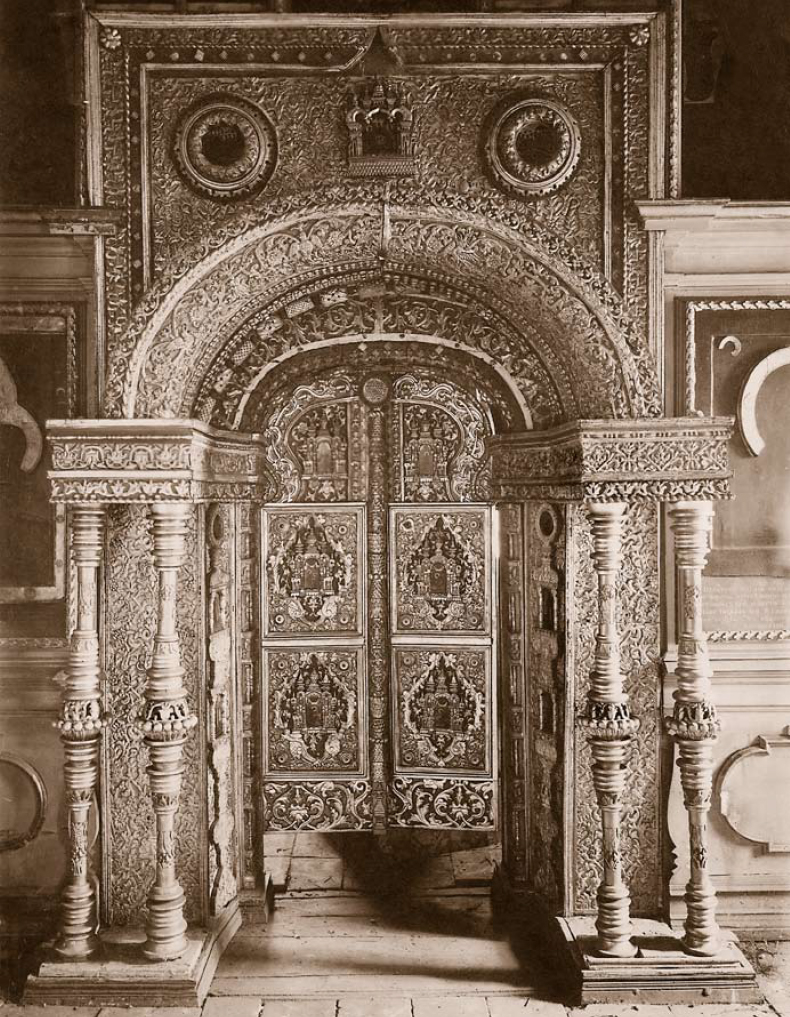
Царские врата, нач. XX в.
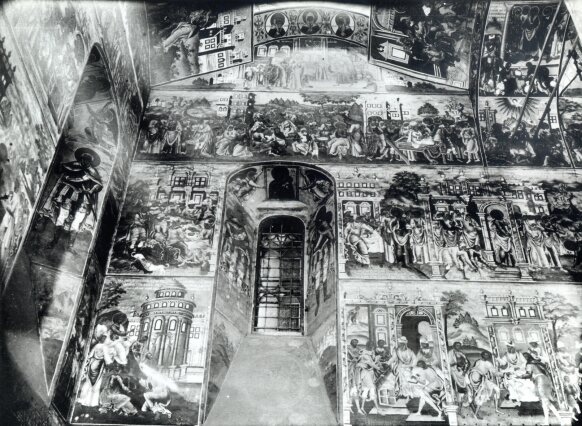
Росписи, 1915 год
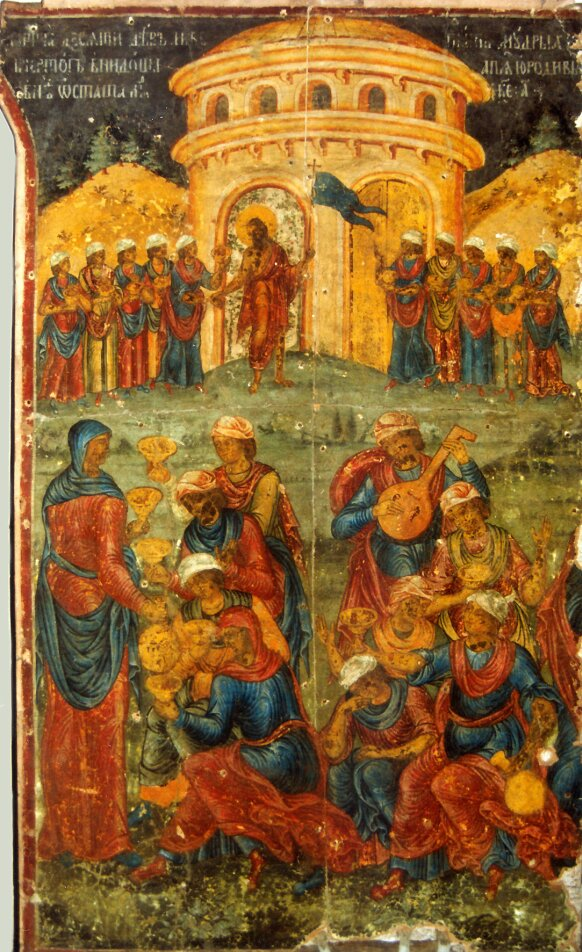
Сохранившийся фрагмент росписи